# Osamu Kitajima
Osamu Kitajima, (喜多嶋 修 (?)) (Chigasaki, 3 febbraio 1949), è un musicista, compositore e produttore discografico giapponese.

## Biografia
Kitajima studiò chitarra classica e pianoforte da bambino. Negli anni 1960 entrò nel gruppo The Launchers, dei quali faceva parte il cugino Yūzō Kayama. Dopo la laurea all'Università Keio, si trasferì, nel 1971, nel Regno Unito, dove lavorò a contatto con alcuni gruppi musicali locali e artisti come Paul Rodgers, Barry Gibb e Al Kooper. Sempre durante la prima metà del decennio, tornò nel suo paese d'origine e studiò per tre anni musica tradizionale giapponese. In questi anni aveva pubblicato due album nei Justin Heathcliff (Justin Heathcliff; 1971) e i Fumio & Osamu (Shinchuugoku; 1972).
Nel 1974 si trasferì in California e divenne il primo artista giapponese scritturato dalla Island Records. Nello stesso anno registrò il primo album a suo nome Benzaiten. Nell'album si conciliano sonorità progressive e riferimenti alla musica giapponese, facendo perno su strumenti musicali elettrici ed elettronici (chitarra e basso elettrici, sintetizzatore, drum machine, batteria elettronica). Alle sessioni del disco era presente Haruomi Hosono, futuro membro degli Yellow Magic Orchestra. Negli anni seguenti, Kitajima pubblicherà numerosi altri album che fondono la tradizione musicale giapponese con quella occidentale.
Nel 1978 Kitajima venne messo sotto contratto dalla MCA/Headfirst; l'anno dopo entrò nel roster dell'Arista; nel 1985 venne scritturato dalla CBS. Nel 2000 fondò la sua etichetta East Quest Records.

## Discografia

### Da solista

#### Album in studio
- 1974 – Benzaiten
- 1977 – Osamu
- 1978 – Masterless Samurai
- 1979 – Dragon King
- 1983 – Face to Face
- 1986 – The Source
- 1987 – Passages
- 1987 – In Minds Way
- 1987 – FM Shrine
- 1988 – California Roll
- 1990 – Sweet Chaos
- 1991 – Mandala
- 1992 – Behind the Light
- 2001 – Breath of Jade
- 2004 – Two Bridges Crossed (con Chris Mancinelli)
- 2004 – The Sound of Angel
- 2009 – Epitome
- 2013 – Over the Brink
- 2019 – Torii in the Sea
- 2020 – Around the Edges
- 2021 – Sweet Chaos
- 2024 – Sundry Spirits

### Nei gruppi

#### Nei Justin Heathcliff

##### Album in studio
- 1971 – Justin Heathcliff

#### Nei Fumio & Osamu

##### Album in studio
- 1972 – Shinchuugoku

## Colonne sonore
- The Sacred Land, 2010